# Caenoscelis subdeplanata
Caenoscelis subdeplanata är en skalbaggsart som beskrevs av Brisout de Barneville 1882. Caenoscelis subdeplanata ingår i släktet Caenoscelis, och familjen fuktbaggar. Arten är reproducerande i Sverige.